# Pour un dollar de gloire
Pour plus de détails, voir Fiche technique et Distribution.
Pour un dollar de gloire (Per un dollaro di gloria) est un western spaghetti italo-espagnol sorti en 1966, réalisé par Fernando Cerchio. 

## Synopsis
Il s'agit de la mutinerie d'un fort sudiste pendant une attaque indienne. Avec à l'intérieur du fort, une patrouille française du corps expéditionnaire au Mexique qui y avait trouvé refuge et en acceptait le règlement.

### Trame détaillée
A la fin de la Guerre de Sécession, les familles de soldats d'un fort sudiste se préparent à partir vers une ville voisine, en raison de l'augmentation du nombre de guerriers indiens Navajos dans la région. La protection du convoi n'est pas à la hauteur de la menace, en particulier, les maris ne peuvent pas y participer par ordre du colonel Lennox, qui se prépare au siège du fort.
Quelques jours plus tard, des soldats d'une patrouille de l'armée française en provenance du Mexique occupé, qui avaient traversé la frontière nord-américaine, découvrent les corps d'un groupe de civils, dont des soldats sudistes et deux prisonniers français. Attaqués par les Indiens, ils sont contraints de s'éloigner de plus en plus de la frontière où ils effectuaient des patrouilles. Ayant besoin de nourriture, le capitaine Claremont mène sa patrouille dans un village, découvrant que celui-ci a récemment été attaqué par des Indiens. Dans un saloon ils retrouvent deux femmes, une indienne Apache nommée Kiola, et Brenda, une américaine propriétaire des lieux, blessée lors du combat. Les deux femmes rejoignent les soldats et Kiola les emmène à Fort Sharp, où les Français décident de se rendre prisonniers en échange de l'hospitalité. Les conditions du colonel Lennox sont de se soumettre à ses ordres jusqu'à la fin du siège des Indiens. Claremont accepte et l'informe du massacre du convoi civil, étant contraint par le colonel de ne pas diffuser la nouvelle. Le colonel refuse également des explications sur les raisons pour lesquelles le commandement central avait ordonné l'abandon des structures et sur son échec à évacuer. 
Dans les jours suivants, Brenda récupère et se met à la disposition du lieutenant Foster, le médecin du fort qui l'a soignée ainsi que sa compagne indienne, avec qui elle essaie d'oublier les événements passés.
Pendant que les hommes s'entraînent, un soldat sudiste fouille dans les objets des soldats français, récupère une poupée et en parle à ses compagnons. Claremont informe le groupe du massacre de leurs familles et ils se précipitent vers Kiola, la tuant même si elle n'était pas impliquée dans l'incident et appartenait à une autre tribu. Les soldats qui ont perdu leur famille décident de demander l'autorisation d'enterrer leurs morts, mais se heurtent au colonel Lennox qui exécute le sergent Ross et refuse l'autorisation.
L'autorité du colonel est à nouveau remise en question le lendemain, lorsque Foster revient au fort après avoir enterré les morts et que Lennox ordonne son exécution. Les sudistes se mutinent et approuvent le transfert du commandement au capitaine Claremont, qui décide de quitter le fort. Lennox devient fou, mais décide finalement de suivre la caravane, à condition d'être le premier. Pendant le voyage, il croit apercevoir les Indiens et ordonne l'attaque, mais meurt, tout en croyant avoir sauvé le fort.
Le groupe continue vers la frontière avec le Mexique, où les Français prennent congé et Brenda décide de rester avec Foster.

## Fiche technique
- Titre français : Pour un dollar de gloire[1]
- Titre original italien : Per un dollaro di gloria
- Réalisation : Fernando Cerchio
- Scénario : Ugo Liberatore, Fernando Cerchio
- Genre : western spaghetti
- Musique : Carlo Savina
- Production : Victoriano G. Giraldo, Cecilia Bigazzi pour Terra-Film, Filmes Cinematografica, Fénix Cooperativa Cinematográfica
- Photographie : Emilio Foriscot
- Format d'image : 2,35:1
- Montage : Gian Maria Messeri
- Durée : 94 minutes
- Costumes : Giancarlo Bartolini Salimbeni
- Maquillage : Raoul Ranieri
- Pays de production :  Italie,  Espagne
- Langue originale : italien
- Date de sortie : 1966
  - France : 24 janvier 1968[1]

## Distribution
- Broderick Crawford : colonel Lennox
- Elisa Montés : Brenda
- Mario Valdemarin (en) : capitaine Claremont
- Umberto Ceriani : docteur Foster
- Ugo Sasso (sous le pseudo d'Hugo Arden) : sergent Ross
- Julio Peña : sergent Miles
- Lina Yegros